# Jim Hall (kytarista)
James Stanley Hall (* 4. prosince 1930 Buffalo, New York – 10. prosince 2013) byl americký jazzový kytarista.

## Životopis
Jim Hall začal hrát na kytaru nejdříve jako samouk, později ji studoval soukromě a už od 13 let hrával po barech v rodném městě Cleveland a jeho okolí.
Později nastoupil na studium na Cleveland Institut of Music. Roku 1955 tuto školu opustil a přestěhoval se do Los Angeles, kde začal studovat klasickou kytaru u lektora Vincente Gomeze. Již při studiu na sebe začal přitahovat pozornost jazzových posluchačů a to nejen na území USA.
K jazzu přičichnul díky seskupení Chico Hamilton Quintet, ve kterém působil jako sólista (1955–1956). Roku 1956 nastoupil do tria založeného Jimmym Giuffrem (1956–1959) a rok po odchodu začal zahájil spolupráci se zpěvačkou Ellou Fitzgerald (1960–1961). Z dalších muzikantských kontaktů stojí za zmínku např. Ben Webster, Hampton Hawes, Bob Brookmeyer, John Lewis, Zoot Sims, Paul Desmond, Lee Konitz a Bill Evans.
Po příjezdu do New Yorku (1960) pracoval se Sonny Rollinsem a Art Farmerem a dalšími. V roce 1965 vedl vlastní trio (spoluhráči Red Mitchell a Colin Bailey), a dále se začal angažovat coby studiový hráč. Kromě toho se stále více věnoval výuce na Berklee College of Music. Mezi nejlegendárnější a kritiky dobře hodnocené hudební zážitky patří koncerty či záznamy s Billem Evansem.
Prvního oficiálního uznání se mu dostalo roku 1997, kdy byl oceněn cenou za nejlepšího jazzového skladatele a aranžéra. Cenu udílela obec Newyorských kritiků.
Zajímavost: Jako prvního žáka učil jazzové kytaře světového kytaristu českého původu Rudyho Linku.

## Vybavení

### kytary
- Gibson ES-175 – kytara, kterou v roce (1956) koupil "z druhé ruky". Jim o ní řekl: "Mám rád tu kytaru, i když na ni po měsíce nesáhnu."
- D'Aquisto
- Sadowsky

### Aparatura
- kombo Polytone Mini-Brute
- zesilovač Walter Woods
- předzesilovač Harry Kolbe GP-1

## Diskografie

### Jako kapelník
- It's Nice to Be With You (1969) MPS Records
- Where Would I Be? (1971)
- Alone Together (1972) – společně s Ronem Carterem
- Concierto (1975)
- Jim Hall Live! (1975)
- Jim Hall Live in Tokyo (1976)
- Commitment (1976)
- Jim Hall and Red Mitchell (1978, Artists House)
- Big Blues (1978) – společně s Art Farmerem
- Circles (1981)
- Studio Trieste (1982)
- Telephone (1985) – společně s Ronem Carterem
- Power of Three (1986) – společně s Michel Petrucciani a Wayne Shorter
- These Rooms (1988)
- All Across the City (1989)
- Live at Town Hall, Vol. 1 (1990)
- Live at Town Hall, Vol. 2 (1990)
- Subsequently (1991)
- Youkali (1993)
- Something Special (1993)
- Alone Together (1993)
- Dedications & Inspirations (1993)
- Dialogues (1995)
- Live at the Village West (1995) – společně s Ronem Carterem
- Textures (1996)
- Panorama (1997)
- By Arrangement (1998)
- Jim Hall & Pat Metheny (1999)
- Grand Slam: Live at the Regatta Bar (2000) – společně s Joe Lovano
- Jim Hall & Basses (2001)
- Hemispheres (2008) – společně s Bill Frisell, Joey Baron, Scott Colley

### Jako spoluhráč
- Street Swingers (1957) – společně s Bob Brookmeyer
- Good Friday Blues (1960) – společně s the Modest Jazz Trio
- The Bridge (1962) – společně s Sonny Rollins
- To Sweden with Love (1964) – společně s Art Farmer
- Music of Bill Evans (1986) – společně s Kronos Quartet
- The Paul Desmond Quartet with Jim Hall (1995) – společně s Paul Desmond

### SBillem Evansem
- Interplay (1962)
- Undercurrent (1963)
- Intermodulation (1966)
- Loose Blues (1962, první vydání 1982)